# Ками (уезд)
Ками (яп. 加美郡 Ками-гун) — уезд, расположенный в префектуре Мияги, Япония.
По оценкам на 1 сентября 2017 года, численность населения составляет 30 113 человек, площадь 569,95 км², плотность населения 52,8 человек на один км².
Уезд Ками состоит из двух посёлков.
С 1878 года, когда были восстановлены уезды как административные единицы, границы уезда Ками остаются неизменными.

## Посёлки и сёла
- Ками
- Сикама

## История
Уезд Ками впервые был упомянут в историческом трактате периода Нара «Сёку нихонги» как «賀美郡». В период Эдо его написание было изменено на «加美郡».
При сёгунате Токугава уезд Ками находился в провинции Муцу и принадлежал к роду Датэ княжества Сэндай.
Согласно статистической книге «Кюдака Кюрё Торисирабэтё» (旧高旧領取調帳), составленной правительством в начале эпохи Мэйдзи для каждой префектуры, на территории уезда находилось 37 сёл: Наканиида 中新田村, Симониида 下新田村, Сикама 四竈村, Онодахонго 小野田本郷, Камиоиноцука 上狼塚村, Симооиноцука 下狼塚村, Камитатагава 上多田川村, Симотатагава 下多田川村, Куросава 黒沢村, Комэидзуми 米泉村, Хаба 羽場村, Дзё 城生村, Дзосикиномэ 雑式目村, Магосава 孫沢村, Кибунэ 木舟村, Хираянаги 平柳村, Нумагафукоро 沼ヶ袋村, Нагирия 菜切谷村, Коидзуми 小泉村, Торисима 鳥島村, Кимигафукуро 君ヶ袋村, Ториягасаки 鳥屋ヶ崎村, Одзёдзи 王城寺村, Китакаваути 北川内村, Ёцукаитиба 四日市場村, Когурияма 小栗山村, Ёсида 吉田村, Янагисава 柳沢村, Дай 大村, Ятимори 谷地森村, Итиносэки 一ノ関村, Таканэ 高根村, Миядзаки 宮崎村, Такаки 高城村, Хирасава 平沢村, Киёмидзу 清水村, Идзу 志津村, Цукидзаки 月崎村.
В 1869 году, после Реставрации Мэйдзи, провинция Муцу была разделена, и район уезда Ками стал частью провинции Рикудзэн. В 1871 году уезд Ками включён в префектуру Сэндай (ныне Мияги), а с 1872 года, стал частью префектуры Мияги.
В 1889 году с созданием современной муниципальной системы, уезд стал состоять из посёлка Наканиида (中新田町) и шести сёл: Хирохара (広原村), Нарусэ (鳴瀬村), Онода (小野田村), Миядзаки (宮崎村), Камииси (賀美石村) и Сикама (色麻村).

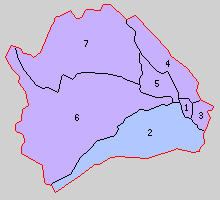
1. Наканиида, 2. Сикама,
3. Нарусэ, 4. Хирохара, 5. Камииси,
6. Онода, 7. Миядзаки
Фиолетовый — посёлок Ками,
Синий — посёлок Сикама

- 1 апреля 1894 года были образованы уездные органы управления в посёлке Наканиида
- 1 апреля 1923 года уездный совет упразднён, уездная администрация остаётся
- 1 июля 1926 года уездная администрация упразднена
- 11 февраля 1943 года село Онода становится посёлком Онода (小野田町)
- 1 июля 1954 года сёла Камииси и Миядзаки объединены в посёлок Миядзаки (宮崎町)
- 1 августа 1954 года посёлок Наканиида и сёла Хирохара и Нарусэ объединены в посёлок Наканиида
- 1 апреля 1978 года село Сикама становится посёлком Сикама (色麻町)
- 1 апреля 2003 года посёлки Наканиида, Онода и Миядзаки объединены в посёлок Ками (加美町)